# Nefer (faraó)
Nefer   (segle XXVI aC - valor desconegut) va ser un faraó egipci que va regnar durant dos anys, un mes i un dia. Van ser els anys 2197-2193 aC, segons el Papir de Torí, encara que va regnar durant el regnat de Pepi II.
El mot nefer és la paraula egípcia que s'utilitzà per simbolitzar la bellesa i la bondat. La traducció exacta de la paraula al català és bell per dins i per fora.